# Trichodorus similis
Trichodorus similis är en rundmaskart. Trichodorus similis ingår i släktet Trichodorus, och familjen Trichodoridae. Arten är reproducerande i Sverige.